# Dirigeant
 (août 2022).
- Si vous ne connaissez pas le sujet, laissez ce bandeau (vous pouvez alors contacter les auteurs).
- Si vous supprimez le contenu mis en cause (vous pouvez préalablement contacter les auteurs),

argumentez précisément cette suppression dans la page de discussion
(un manque de référence n'est pas un argument ; une recherche réelle de référence doit avoir été effectuée, être formellement documentée).
Un dirigeant est un individu qui est à la tête de l'organisation dont il est membre. Il dispose de pouvoirs formels qui lui sont donnés par la loi ou par les procédures de nomination.
Les missions de direction concernent ceux qui exercent des responsabilités, dirigent un service et réalisent des tâches de prévision, de commandement, de coordination ou de contrôle.

## Sphère économique
En droit des sociétés, le dirigeant (aussi appelé chef d'entreprise) est un mandataire social, soit concrètement président-directeur général (P-DG) ou le gérant (dirigeant d'une entreprise à responsabilité limitée).
Dans les organigrammes d'entreprise, des fonctions de direction et/ou d'animation sont assurées par des personnes salariées, ayant en France le statut de cadre (cadre supérieur si la taille et/ou les fonctions occupées le justifient) : directeur général (DG), directeur administratif et financier (DAF), directeur financier (DF), directeur informatique (DI), directeur des systèmes d'information (DSI ou DOSI), directeur de projet, directeur artistique, directeur des ressources humaines (DRH), directeur de marché, directeur de la création, directeur des engagements, etc.
On parle souvent dans ce dernier cas de « manager ».

## Sphère politique
Le dirigeant d'une nation est un chef d'État ou un chef de gouvernement. Il peut être
- un président : président de la République dans les formes républicaines de gouvernement ;
- un monarque : roi, prince (Monaco, Liechtenstein), grand-duc (Luxembourg) ou émir (pays du Golfe Persique) ;
- un Premier ministre, qui dirige le pouvoir exécutif de certains gouvernements ;
- un chancelier (Allemagne et Autriche).

Dans certains cas, le terme dirigeant peut désigner une personnalité politique qui exerce - de jure ou de facto - le pouvoir sur un pays sans avoir officiellement le titre de chef d'État ou de gouvernement. Exemples : Joseph Staline (chef du Parti communiste soviétique à partir de 1922, mais qui ne prend le titre de chef du gouvernement qu'à partir de 1941) Władysław Gomułka (principal dirigeant du régime communiste polonais en qualité de chef du parti, sans jamais être chef de l'État ni du gouvernement) ou Mouammar Kadhafi (dirigeant de la Libye jusqu'en 2011, mais n'exerce plus aucune fonction constitutionnelle à partir de 1979).

### Articles ou catégories connexes
- catégorie « Dirigeant de radio »
- Cadre
- Équipe de direction
- Manager
- Management